# Workstation (música)

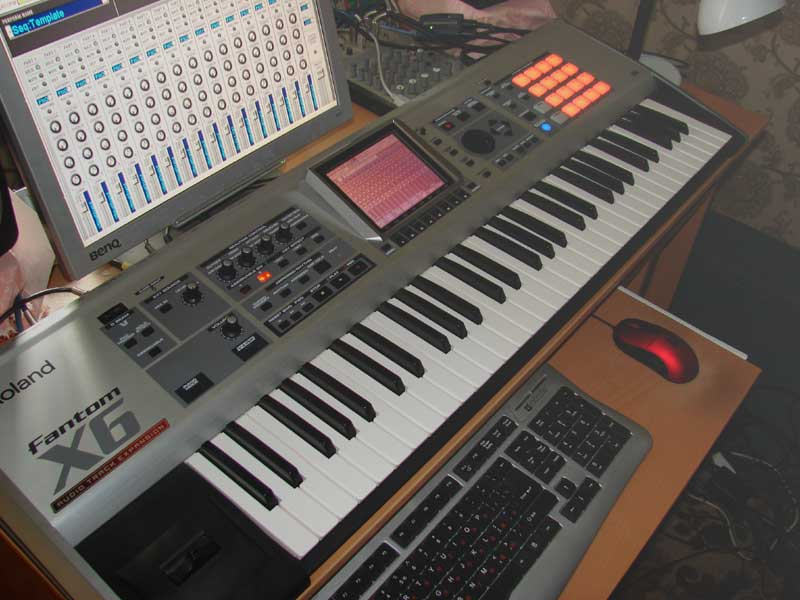
Music Workstation Roland Fantom X6

Un workstation es un sintetizador que dispone de un secuenciador multipista interno y todas sus herramientas de edición.
Uno de los primeros workstation fue el Korg M-1, presentado en 1988. Implementaba un secuenciador de 8 pistas y contaba con la posibilidad de transferir los datos del mismo vía MIDI a través del sistema exclusivo.